# St. Michael (Dormagen)

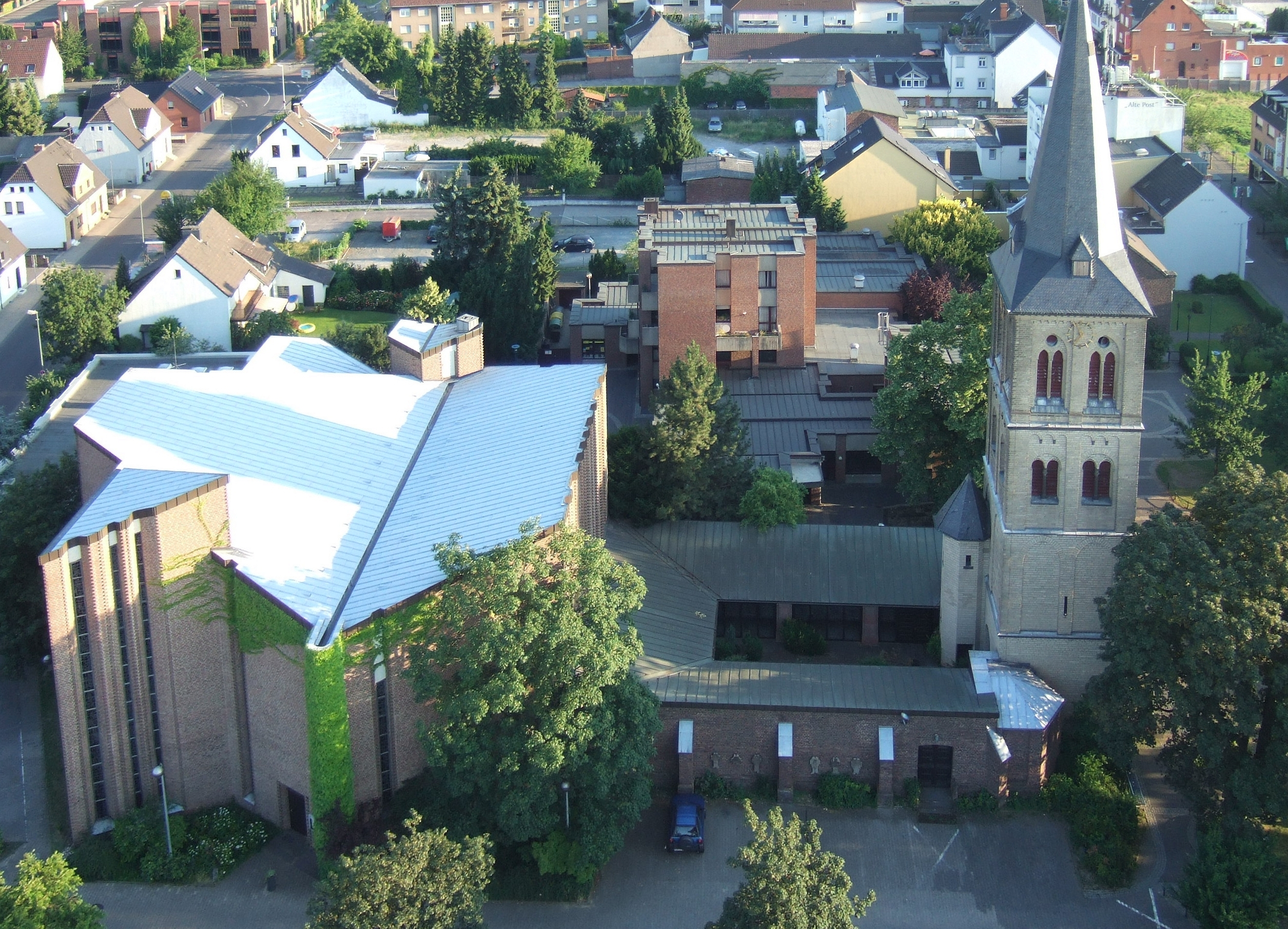
St. Michael in Dormagen

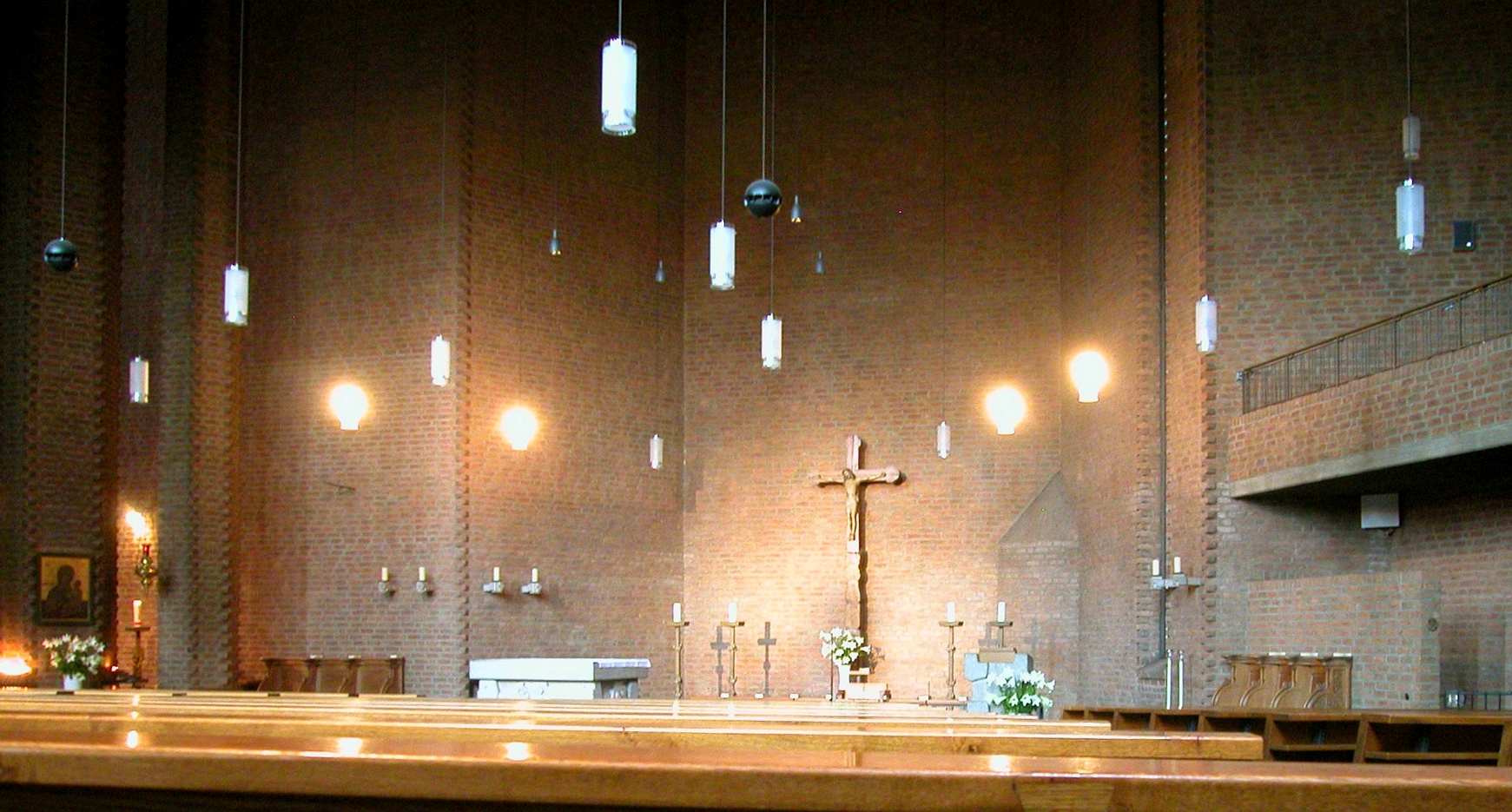
Inneres

St. Michael ist die römisch-katholische Pfarrkirche  der Stadt Dormagen im Rhein-Kreis Neuss. Sie geht im Kern bis in das 12. Jahrhundert zurück.

## Geschichte
Die ursprünglich romanische Kirche wurde im 12. Jahrhundert aufgeführt. 1274 wurde sie dem Kölner Andreasstift inkorporiert. Das Langhaus wurde in gotischer Zeit durch einen Neubau ersetzt; der aus Tuffstein gemauerte romanische Turm blieb erhalten. 1887 wurde das gotische Langhaus niedergelegt – sein Grundriss ist im Pflaster markiert – und westlich des Turms ein dreischiffiger neogotischer Neubau von Franz Statz errichtet. Dabei wurde die ursprünglich geostete Kirche nach Westen ausgerichtet. Zusätzlich wurde dem Turm ein viertes Geschoss aufgesetzt.
1970 wiederum wurde die neogotische Kirche wegen Baufälligkeit bis auf die unteren Teile der Langhausmauern niedergelegt. Diese bilden heute ein Atrium vor einem vieleckigen Neubau von Architekt Hans Schilling im Westen.

## Beschreibung
Die neue Kirche aus Ziegeln senkt sich im Inneren zum Altarbereich hin ab. Der Innenraum wird beleuchtet durch schmale, die Außenwände in langer vertikaler Linie durchbrechende Fenster. 
Auf der seitlichen Empore steht eine Orgel der Manufaktur Johannes Klais Orgelbau aus dem Jahr 1974 (opus 1515) mit 26 Registern auf zwei Manualen und Pedal.
Im Turm von St. Michael hängt ein fünfstimmiges Glockengeläut aus Bronze, dessen Läutemotiv das Salve Regina ist:
| Glocke | Name             | Gewicht ≈ | Durchmesser | Gießer                                                     | Gussjahr | Schlagton |
| ------ | ---------------- | --------- | ----------- | ---------------------------------------------------------- | -------- | --------- |
| 1      | –                | (1750 kg) | 1410 mm     | Johann Michelin, Lothringischer Wandergießer               | 1638     | d’-11     |
| 2      | –                | (780 kg)  | 1060 mm     | Johann Michelin, Lothringischer Wandergießer               | 1638     | fis’-6    |
| 3      | Totenglocke      | 500 kg    | 930 mm      | Wolfgang Hausen Mabilon, Glockengießerei Mabilon, Saarburg | 1954     | a’-6      |
| 4      | Marienglocke     | 360 kg    | 830 mm      | Wolfgang Hausen Mabilon, Glockengießerei Mabilon, Saarburg | 1954     | h’-6      |
| 5      | Bonifatiusglocke | 210 kg    | 690 mm      | Wolfgang Hausen Mabilon, Glockengießerei Mabilon, Saarburg | 1954     | d’’-7     |

## Nachweise
1. ↑  Gerhard Hoffs, Glocken im Dekanat Dormagen: Dormagen St. Michael (PDF; 0,4 MB)

Koordinaten: 51° 5′ 27,1″ N, 6° 50′ 33,4″ O